# Светско првенство у атлетици на отвореном 1983 — штафета 4 × 400 метара за жене
Такмичења у трци  штафета 4 х 400 метараа у женској конкуренцији на 1. Светском првенству у атлетици 1983. у Хелсинкију одржано је 13. и 14. августа  на Олимпијском стадиону.

## Земље учеснице
Учествовало је 40 такмичарки из 10 земаља.
1. Бугарска (4)
2. Западна Немачка (4)
3. Источна Немачка (6)
4. Јамајка (4)
5. Канада (4)
6. Порторико (4)
7. Румунија (4)
8. САД (4)
9. Совјетски Савез (4)
10. Чехоасловачка (4)

## Рекорди
Рекорди закључно са 12. августом 1983.
| Рекорди пре почетка Светског првенства 1983.  | Рекорди пре почетка Светског првенства 1983.                       | Рекорди пре почетка Светског првенства 1983. | Рекорди пре почетка Светског првенства 1983. | Рекорди пре почетка Светског првенства 1983. |
| --------------------------------------------- | ------------------------------------------------------------------ | -------------------------------------------- | -------------------------------------------- | -------------------------------------------- |
| Светски рекорд                                | Кристен Емелман, Сабине Буш, Дагмар Нојбауер, Марита Кох           | 3:19,04                                      | Атина, Грчка                                 | 11. септембар 1982.                          |
| Рекорд светских првенстава                    | 1. Светско првенство                                               | 1. Светско првенство                         | 1. Светско првенство                         | 1. Светско првенство                         |
| Најбољи резултат сезоне                       | Катја Илијева, Росица Стаменова, Галина Пенкова, Соботка Дамјанова | 3:19,04                                      | Софија, Бугарска                             |                                              |
| Афрички рекорд                                |                                                                    |                                              |                                              |                                              |
| Азијски рекорд                                |                                                                    |                                              |                                              |                                              |
| Европски рекорд'                              | Кристен Емелман, Сабине Буш, Дагмар Нојбауер, Марита Кох           | 3:19.04                                      | Атина, Грчка                                 | 11. септембар 1982.                          |
| Северноамерички рекорд                        | Дебора Сапентер, Шејла Инграм, Пам Џилс, Розалин Брајант           | 3:22,81                                      | Монтреал, Канада                             | 31. јул 1976.                                |
| Јужноамерички рекорд[                         |                                                                    |                                              |                                              |                                              |
| Океанијски рекорд                             | Џуди Канти, Верна Бурнард, Чарлин Рендина, Бет Нејл                | 3:25,56                                      | Монтреал, Канада                             | 31. јул 1976.                                |
| Рекорди по завршетку Светског првенства 1983. |                                                                    |                                              |                                              |                                              |
| Рекорд светских првенстава                    | Керстин Валтер, Сабине Буш, Дагмар Нојбауер, Марита Кох            | 3:19,73                                      | Хелсинки, Финска                             | 14. август 1983.                             |

## Освајачи медаља
|                                                                                               |                                                                                             |                                                                                  |
| Кестин Валтер Удине Бремер* Елен Фидлерт* Сабине Буш Марита Кох Дагмар Рибсам Источна Немачка | Татјана Коцембова Милена Матејковичова Зузана Моравчикова Јармила Кратохвилова Чехословачка | Јелена Дидоленко Марина Иванова Ирина Баскакова Марија Кулчунова Совјетски Савез |

- Такмичарке означене звездицом учествовале се само у квалификацијама.

## Резултати

### Квалификације
Такмичарке се биле подељене у две групе, а за финале су се пласирале по три првопласиране штафете из обе  групе (КВ) и две на основу постигнутог резултата (кв) ,  Архивирано на веб-сајту  (23. април 2022) Резултати квалификаци ја сајту W]</ref>
| Поз. | Група | НР         | Штафета         | Атлетичари                                                                        | Резултат | Белешка      |
| ---- | ----- | ---------- | --------------- | --------------------------------------------------------------------------------- | -------- | ------------ |
| 1.   | 1     | 3:34,53    | САД             | Роберта Бел, Истер Габриелј, Розелин Брајант, Денијен Хауард                      | 3:26,82  | КВ, РСП, НРС |
| 2.   | 1     |            | Канада          | Шармејн Крок, Џилијен Ричардсон, Мони Килинбек, ДМарита Пејн                      | 3:27,21  | КВ           |
| 3.   | 1     | 3:22,17    | Чехословачка    | Татјана Коцембова, Милена Матејковичова, Зузана Моравчикова, Јармила Кратохвилова | 3:27,60  | КВ           |
| 4.   | 2     | 3:20,12    | Совјетски Савез | Јелена Дидоленко, Марина Иванова, Ирина Баскакова, Марија Кулчунова               | 3:28,77  | КВ           |
| 5.   | 2     | 3:19,04 СР | Источна Немачка | Кестив Валтер, Удине Бремер, Елен Фидлерт, Сабине Буш                             | 3:29,05  | КВ           |
| 6.   | 1     | 2:25,71    | Западна Немачка | Рита Дајмер, Ute Tim, Гизела Готвалд, Габи Бусман                                 | 3:29,70  | КВ, НРС      |
| 7.   | 2     |            | Румунија        | Јулија Раду, Даниела Матаи, Кристеана Кожокару, Елена Лина                        | 3:30,96  | кв           |
| 8.   | 2     | 3:25,81    | Бугарска        | Своботка Дамјанова, Росица Стаменова, Катја Илијева, Галина Пенкова               | 3:31,11  | КВ           |
| 9.   | 2     |            | Јамајка         | Кети Ратрај, Оврил Двајер, Џакелин Пизеј, Грејс Џаксон                            | 3:34,17  |              |
| 10.  | 2     | 3:34,3     | Порторико       | Маделин де Хесус, Вилма Парис, Маргарет де Хесус, Нилса Парис                     | 3:42,79  |              |

### Финале
| Пласман | Штафета         | Атлетичари                                                                        | Резултат | Белешке  |
| ------- | --------------- | --------------------------------------------------------------------------------- | -------- | -------- |
|         | Источна Немачка | Кестин Валтер, Сабине Буш, Марита Кох, Дагмар Рибсам                              | 3:19,73  | РСП, НРС |
|         | Чехословачка    | Татјана Коцембова, Милена Матејковичова, Зузана Моравчикова, Јармила Кратохвилова | 3:20,32  | НР       |
|         | Совјетски Савез | Јелена Дидоленко, Марина Иванова, Ирина Баскакова, Марија Кулчунова               | 3:21,16  | НРС      |
| 4.      | Канада          | Шармејн Крок, Џилијен Ричардсон, Мони Килинбек, ДМарита Пејн                      | 3:27,41  |          |
| 5.      | САД             | Роберта Бел, Истер Габриелј, Розелин Брајант, Денијен Хауард                      | 3:27,57  |          |
| 6.      | Западна Немачка | Рита Дајмер, Ute Tim, Гизела Готвалд, Габи Бусман                                 | 3:29,43  |          |
| 7.      | { Бугарска      | Своботка Дамјанова, Росица Стаменова, Катја Илијева, Галина Пенкова               | 3:30,36  |          |
| 8.      | Румунија        | Јулија Раду, Даниела Матаи, Крисстеана Кожокару, Елена Лина                       | 3:35,61  |          |